# Paratrichius pouillaudei
Paratrichius pouillaudei är en skalbaggsart som beskrevs av Thierry Bourgoin 1920. Paratrichius pouillaudei ingår i släktet Paratrichius och familjen Cetoniidae. Inga underarter finns listade i Catalogue of Life.